# Districte de Herford
El Districte d'Herford (Kreis Herford, en alemany) és un districte alemany (Kreis) situat en la regió de Detmold a l'estat de Rin del Nord-Westfàlia; la seva capital és la ciutat de Herford.

## Geografia

Divisió del districte

El districte de Herford amb la seva població de 249.630 està format per les sis ciutats i els tres municipis següents:
| Ciutats 1. Bünde (45.129) 2. Enger (20.391) 3. Herford (65.935) 4. Löhne (39.715) 5. Spenge (15.577) 6. Vlotho (18.686) | Municipis 1. Hiddenhausen (19.543) 2. Kirchlengern (15.972) 3. Rödinghausen (9.682) |